# Șimian (Mehedinți)
Pour les articles homonymes, voir Șimian.
Șimian est une commune roumaine du județ de Mehedinți, dans la région historique de l'Olténie et dans la région de développement du Sud-Ouest.

## Géographie
La commune de Șimian est située au centre du județ, à 4 km au sud-est de Drobeta Turnu-Severin, la préfecture du județ, sur la rive gauche du Danube. En face du village de Șimian où se séparent la route nationale DN6 (Route européenne 70) Timișoara-Bucarest et la route nationale DN56A Drobeta Turnu-Severin-Calafat se trouve l'île de Șimian.
La commune est composée des six villages suivants (population en 2002) :
- Cerneți (3 418) ;
- Dedovița Nouă (402) ;
- Dedovița veche (120) ;
- Dudașu (1 197) ;
- Erghevița (400) ;
- Poroina (270) ;
- Șimian (3 700), siège de la municipalité ;
- Valea Copcii (163).

## Histoire
La commune a fait partie du royaume de Roumanie dès sa création en 1878.

## Religions
En 2002, 98,06 % de la population étaient de religion orthodoxe et 0,97 % étaient pentecôtistes .

## Démographie
En 2002, les Roumains représentaient 91,93 % de la population totale et les Tsiganes 7,97 %.
| 2002  | 2007  |
| ----- | ----- |
| 9 670 | 9 863 |

## Lieux et monuments
- Șimian, église réformée du XIIIe siècle.
- Île de Șimian, mosquée et forteresse autrichienne, auparavant sur l'île d'Ada-Kaleh, face à Orșova et reconstruites à Șimian lors de la mise en eau du barrage des Portes de Fer, quand l'île d'Ada-kaleh fut submergée. L'île n'est pas accessible.
- Cerneți, église de la Sainte Trinité (Sfanta Troița) de 1659.
- Cerneți, église St nicolas (Sf Nicolae) de 1794.
- Cerneți, église St Jean Baptiste (Sf Ioan Botezatorul) de 1820.
- Dedovița Nouă, église des Sts Apôtres Pierre et Paul (Sf Ap. Petru și Pavel) de 1815.
- Poroina, église des Sts Apôtres Pierre et Paul (Sf Ap. Petru și Pavel) de 1815.